# Utetes canaliculatus
Utetes canaliculatus är en stekelart som först beskrevs av Charles Joseph Gahan 1915.  Utetes canaliculatus ingår i släktet Utetes och familjen bracksteklar. Inga underarter finns listade i Catalogue of Life.